# Диоксометилтетрагидропиримидин
Диоксометилтетрагидропиримидин, торговое название Метилурацил (лат. Methyluracilum) — химическое вещество, используемое в российской фармацевтике. По заявлению производителя, препарат ускоряет процесс регенерации клеточной ткани.
Метилурацил входит в состав разных мазей российского производства как дополнительное действующее вещество.
Метилурацил не проходил дважды слепых клинических испытаний, и не используется в медицине за пределами Российской Федерации. В частности, Метилурацил не входит в список медицинских препаратов Всемирной организации здравоохранения (ВОЗ).
Мазь, содержащая сульфадиметоксин, диоксометилтетрагидропиримидин, тримекаин и хлорамфеникол, входит в перечень жизненно необходимых и важнейших лекарственных препаратов РФ.

## Описание
В 1940-х годах была сформирована группа из химиков и фармакологов, а затем и клиницистов, которые занялись поиском препарата, стимулирующего регенерацию тканей человека. В качестве рабочей гипотезы они взяли идею о стимуляции синтеза нуклеиновых кислот, для чего исследовали пиримидиновые и пуриновые азотистые основания. За 20 лет эта группа создала 4-метилурацил (выпущенный в продажу под названием «метилурацил»), затем — 5-оксиметил-4-метилурацил («пентоксил»), «цитозин» и другие препараты.
Метилурацил входит в состав мазей в качестве основного или дополнительного действующего вещества — регенерирующего агента, например в состав мази «Офломелид®».
Производное метилурацила 5-окси-6-метилурацил используется в лекарственном препарате «Иммурег».
В 2018 году алкиламмониевое производное 6-метилурацила под рабочим названием C-547 исследовалось в качестве блокатора ацетилхолинэстеразы, российская группа исследователей опубликовала результаты в зарубежном журнале и настроена оптимистично касательно перспектив своей разработки.
В 1960-х годах токсиколог проф. Н. В. Лазарев называл метилурацил и его производные «сказочной живой водой».

### Физические свойства
Белый кристаллический порошок без запаха.
Малорастворим в воде (до 0,9 % при температуре 20 °C) и спирте. Практически нерастворим в эфире и хлороформе.

### Синтез
В чашке Петри смешивают 5,1 мл ацетоуксусного эфира, 2,5 г мочевины, 4 мл абсолютного этанола и 1 каплю концентрированной хлороводородной (соляной) кислоты. Смесь помещают в вакуум-эксикатор с концентрированной серной кислотой на трое суток. Высохшую реакционную массу растирают в ступке и переносят в стакан с горячим раствором 2,5 г гидроксида калия в 35 мл воды (t = 90°С).
Для выделения продукта массу перемешивают до полного растворения, раствор охлаждают до 50°С, нейтрализуют концентрированной хлороводородной (соляной) кислотой до pH = 6—7 и оставляют до выделения осадка. Осадок отфильтровывают, промывают последовательно холодной водой, 2-процентным раствором уксусной кислоты, 90-процентным спиртом и эфиром, затем сушат.
Практический выход — 2,8 грамм (58 %).

## Фармакологические свойства

### Механизм действия
Метилурацил усиливает рост и размножение клеток, улучшая течение регенерации в повреждённых тканях, ускоряет заживление ран, язв, ожогов, повышает сопротивляемость организма инфекциям. Характерной особенностью препарата является стимулирующее влияние на кроветворение (усиление образования лейкоцитов и эритроцитов в костном мозге). Кроме того, метилурацил оказывает противовоспалительное действие, повышает устойчивость организма к потере крови и кислородной недостаточности, нормализует выработку желудочного сока и его кислотность.

### Фармакодинамика
По заявлению производителя препарат обладает анаболическим и антикатаболическим свойствами, ускоряет процессы регенерации, заживление ран, стимулирует клеточные и гуморальные звенья иммунитета, оказывает противовоспалительное действие, специфическим свойством препарата является стимулирующее влияние на эритропоэз и, особенно, на лейкопоэз.

### Фармакокинетика
Согласно инструкции к препарату в форме ректальных суппозиториев, при введении суппозитория в прямую кишку препарат хорошо и почти полностью всасывается через слизистую и оказывается в крови через 20-30 минут, максимальная концентрация в крови достигается через 1-2 часа, выводится из организма в неизменённом виде преимущественно почками в виде метаболитов и конъюгатов и частично с калом.

## Применение

### Показания
Метилурацил показан при лечении туберкулёза лёгких и при сочетании туберкулёза с заболеваниями ЖКТ.
Для приёма внутрь: лейкопения (легкие формы, в том числе возникшая в результате химиотерапии злокачественных новообразований, при рентгено- и лучевой терапии), агранулоцитарная ангина, алиментарно-токсическая алейкия, анемия, тромбоцитопения, интоксикация бензолом, лучевые поражения, реконвалесценция (после тяжелых инфекций), язвенная болезнь желудка и двенадцатиперстной кишки (в составе комбинированной терапии), вялозаживающие раны, ожоги, переломы костей, гепатит, панкреатит.
Местно: вялозаживающие раны, ожоги, переломы костей, фотодерматит, трофические язвы, пролежни, глубокие раны.
Ректально: ректит, сигмоидит, язвенный колит.

### Противопоказания
Гиперчувствительность, для приёма внутрь — лейкоз (лейкемические формы, особенно миелоидные), лимфогранулематоз, гемобластозы, злокачественные новообразования костного мозга; местно — избыточность грануляций в ране; ректально — детский возраст до 8 лет.
При лечении туберкулёза метилурацил противопоказан больным туберкулёмами, при злокачественных новообразованиях, цирротическом туберкулёзе.

### Особые указания
Метилурацил эффективен обычно только при лечении лёгких форм лейкопении. Лекарственные формы метилурацила следует применять строго по соответствующим показаниям, после консультации с врачом.

### Побочные действия
Нежелательные побочные эффекты встречаются редко.
- Редко: головная боль, головокружение, изжога, аллергические реакции в виде кожной сыпи;
- для губки (дополнительно) — боль в области раны вследствие ее стягивания при высыхании губки;
- для мази и суппозиториев (дополнительно) — кратковременное легкое жжение.

### Межлекарственное взаимодействие
Метилурациловая мазь совместима с наружными аппликациями сульфаниламидов, антибиотиков и антисептических средств.

## Документы
- Реестровая запись ФС-000156. Метилурацил. Государственный реестр лекарственных средств. Минздрав РФ (28 сентября 2011).
- Регистрационное удостоверение ЛП-005701. Метилурацил. Государственный реестр лекарственных средств. Минздрав РФ (7 августа 2019).
- Кустова, Е. В. Инструкция по медицинскому применению лекарственного препарата Метилурацил : ЛП-005701-070819 / АО «ПФК Обновление». — Министерство здравоохранения Российской Федерации, 2019. — 19 августа. — 3 с.